# Mysidopsis coralicola
Mysidopsis coralicola är en kräftdjursart som beskrevs av Mihai Bacescu 1975. Mysidopsis coralicola ingår i släktet Mysidopsis och familjen Mysidae. Inga underarter finns listade i Catalogue of Life.